# Rimska vlast u Iliriku

## Rimljani na tlu Hrvatske
Dva stoljeća poslije Grka na istočnu obalu Jadranskog mora dolaze Rimljani. Oni su u različitim ratovima osvojili primorje i prodrli u unutrašnjost do Siscije. Iliri osvajaju Pharos, opsjedaju Vis, Drač i Krf. Ali njihovu moć najprije krajem 3. stoljeća pr. Kr. ograničuju, a nakon više od dva stoljeća ratovanja i dokidaju Rimljani koji su u međuvremenu dosegli kulturnu razinu helenizma i krenuli u ekspanziju po diktatu svog vojno-ekonomskog sustava, te će uskoro smijeniti i dominaciju Grka na Sredozemlju. Padom Nezakcija 177. godine pr. Kr. rimske legije osvajaju cijelu Histriju. 
Osvojeni krajevi na zapadu Balkana dobili su naziv Ilirik. Ilirik je dobio u upravu Julije Cezar (59.) kao prokonzul zajedno s Galijom. Kako je Cezar pokorio Galiju, tako je mislio pokoriti i Ilirik do Dunava. Što nije učinio Cezar, učinio je njegov nećak Oktavijan, kad je pokorio čitavu zemlju do Drine i ušća Save u Dunav (1. st. pr. Kr.), a onda i Zadunavlje u velikom i teškom ratu, kad su se svi Iliri digli protiv rimskoga zuluma. Utvrđivanje rimske vlasti uslijedilo je nakon Batonskog rata u kojem sudjeluju i Breuci. Završna bitka se vodila 8. godine u močvarama Hiulca palus između Vinkovaca i Vukovara. Osvojeno područje našlo se novoformiranoj pograničnoj provinciji Panoniji. O sudjelovanju Breuka u rimskoj vojsci nalazimo potvrdu na mnogim epigrafskim spomenicima i vojničkim diplomama veterana koje su pronađene u Negoslavcima i Vukovaru. 
Utjecaj je Rimljana bio jači u priobalju nego u unutrašnjosti. On se tamo učvrstio tek tijekom 1. st. Rimski se utjecaj širi putem stacioniranih rimskih vojnih jedinica, organiziranjem sudstva i državne uprave. Važnu ulogu u tome imala je izgradnja mreže cesta od Salone prema unutrašnjosti za namjesnika provincije Dalmacije Publija Kornelija Dolabele početkom 1. st. 69. zadnja rimska legija napušta provinciju Dalmaciju koja se od tada smatra posve smirenom. Sami Iliri bili su regrutirani u rimsku vojsku služeći i u tako dalekim krajevima kao što su otok Velika Britanija, Germanija i sjeverna Afrika.
Istom godine 9. je uređen Ilirik kao rimska provincija, podijeljen u dvije potprovincije: na sjevernu – Panoniju i na južnu – Dalmaciju. Prva je imala svoje središte u Saloni kraj današnjeg Splita, a druga u Ptuju (Poetovio). Istra je bila u sastavu italske oblasti (Venetia et Histria). Budući da se razvijala trgovina, promet, da su izgrađene ceste i luke, tadašnji rimski Ilirik se dobro gospodarski razvijao. 
Rimski je utjecaj posebno izražen u planski izgrađenim gradovima. Nicali su brojni gradovi poput Pole (Pula), Parentiuma (Poreč), Iadere (Zadar), Scardone (Skradin), Narone na ušću Neretve te u kontinentalnom dijelu: Siscie (Sisak), Cibalae (Vinkovci), Sirmiuma (Srijemska Mitrovica), Murse (Osijek) i brojni drugi koji i danas postoje uzduž nekadašnjih rimskih cesta i plovnih puteva. U njima su izgrađeni vodovod, kanalizacija, kurije i bazilike za javne poslove, terme, kazališta i amfiteatri. Vođe lokalnih zajednica dobivaju rimsko građanstvo, a neki postaju čak i senatori. Status kolonije su dobili Salona, Narona, Epidaurum (u doba Cezara), Pola, Jadera (u doba Oktavijana), Aequm (50.), Siscija (oko 70.), Mursa (133.) i Cibalae (212.). Usprkos tome izvan točaka rimskog utjecaja domaće stanovništvo nastavlja živjeti na stari način. Dalje se štuju i stari bogovi iako ponekad pod rimskim imenima. Uz rimske bogove na ilirsko područje prodire i štovanje istočnjačkih bogova (kao iranskog boga Mitre). Romanizacija dobiva svoj zamah u vrijeme Flavijevaca (69. – 96. g.), a završena je u prvoj polovici 2.st.
U nekim novoizgrađenim rimskim gradovima zadržan je kontinuitet ovalnog tlocrta i koncentričnih ili radijalnih ulica starijih prapovijesnih naselja (Pula, Trogir), ali je većinom primijenjen tipično rimski, porijeklom helenistički, sustav pravokutne mreže ulica (najbolje očuvan do danas u Poreču i Zadru), pa čak i tamo gdje je konfiguracija tla, kao na Krku ili vodom okruženom Ninu, nudila slobodnije rješenje. Razinu rimske organizacije prostora dokazuju podjednako i brojne ville rusticae, kao i ruralna naselja od kojih je najreprezentativnije ono u uvali Verige na Brijunima.

### Dalmacija
Dalmacija je dobila ime po najznatnijem plemenu Dalmata, koje je nastavalo kraj između Krke i Neretve. Glavno im je mjesto bilo Delminij, danas gradina Borčani na Duvanjskom polju. Granice Dalmacije su bile od rijeke Mat (u Albaniji) do ušća Raše u Istri. Zatim od Raše na sjever do danasnjega Sv. Petra pa od njega, linijom paralelnom sa Savom, preko današnjeg Čabara, Vrbovskog, Sanskog Mosta, Rekavice ispod Banje Luke (Castra ad Ladios), i preko Maglaja i Tuzle (Ad Salinas) na Drinu (Ad Drinum) i Kolubaru. Istočna je granica išla ravno na Ibar, Kosovo polje i na Šar-planinu te natrag ispod grada Ljesa (Lissus) iznad ušća rijeke Mat. Dalmaciji su pripadali svi otoci od Kvarnera (Sinus Flanaticus) do Cavtata (Epidaurum). Glavno mjesto Dalmacije bijase Salona, gdje je bilo križanje svih cesta. Ističe se Via exercitualis između Salone i Siscie. Car Dioklecijan je od jugoistočne Dalmacije ucinio provinciju Praevalitanu s glavnim gradom Scodra (Skadar). Tako sada granica išla od Budve na Drinu, a od tamo na izvorište Kolubare. Nakon Teodozijeve podjele ta je granica postala garnica između Zapadnog i Istočnog Rimskog Carstva. 
Na tom prostranom planinsko-primorskom području, na kojem su nastavala brojna ilirokeltska plemena (uz more – Liburni, Delmati i Ardijejci, a na kontinentu – Japodi, Mezeji, Dezidijati, Dokleati itd.), postojao je stoljećima prije rimske okupacije niz većih naselja. Sudeći po imenima, neka su od njih bila predilirskog ili ilirskog podrijetla (Iadera – Zadar, Issa – Vis, Delminium – Duvno, Scodra – Skadar), a neka se od njih od 4. st. pr. Kr. spominju kao grčke kolonije (Epetion – Stobreč, Tragurion – Trogir, Varvaria – Bribir). Smještanje rimskih vojnih posada i naseljavanje kolon na području Dalmacije dovelo je dosta naglo do jezično-kulturne romanizacije zemlje, auz stara naselja dolaze pod Rimljanima na značenje i novi centri (Burnum – Šupljaja kod Kistanja, Andetrium – Muć kod Splita, Riditae – Danilo kod Šibenika, Aequum – Čitluk, Novae – Runovići kod Imotskog, i dr.).
Od ostalih gradova koji su imali rimsko građansko pravo (civitas) izdvajaju se još Albona (Labin), Tarsatica (Rijeka), Senia (Senj), Crexa (Cres), Curicum (Krk), Arba (Rab), Tragurium (Trogir), Aenona (Nin), Fulfinum (Omišalj), (Skradin), Epidaurum (Cavtat), Argyruntum (Starigrad pod Velebitom), Nedinum (Nadin). Gradovi Poreč i Zadar, iako potpuno pregrađeni u kasnijim razdobljima, do danas su zadržali antičku urbanu prostornu kompoziciju, raspored ulica i veličinu uličnih blokova.
Glavni grad provincije je bila Salona (današnji Solin) u kojem je naprije stolovao carski namjesnik ( legatus pro pretore), a kasnije vojni zapovjednik (dux) i civilni guverner (praeses). Od Salone danas su preostale samo ruševine, a područje zidinama opasnog grada nikada nije cjelovito arheološki istraženo. Ipak, znamo razvoj grada od grčkog i rimskog naselja što su kasnije spojena (zbog toga je ime grada u pluralu, Salonae), ocrtan je cijeli perimetar gradskih zidina s kulama i vratima, otkopani su ostaci hrama, teatra i amfiteatra, po čemu, kao i po dimenzijama akvedukta i terma, možemo izračunati da je to bio grad za 40,000 stanovnika. Iako nijedan spomenik nije sačuvan cjelovito kao u Puli, Salona je važna za kasnoantičku fazu rimske umjetnosti zbog izuzetno značajnih ostataka ranokršćanske arhitekture. Istražujući veliki kompleks biskupskog centra (basilica Urbana) i ostatke još nekoliko ranokršćanskih bazilika u gradu i izvan zidina.
Najveći antički spomenik u Hrvatskoj, a možda i najznačajniji i najbolje očuvani kasnoantički spomenik u Europi, jest Dioklecijanova palača koju je car dao podići na morskoj obali nedaleko Salone i tamo se povukao nakon što se odrekao prijestolja 305. godine. Golema građevina s oko 38.000 m2 površine opasana je zidom s četverostranim kulama na uglovima i po dvije osmerostrane uz troja kopnena vrata. Simetričnom kompozicijom s dvije ukrštene ulice i jasnim rasporedom sadržaja – carske odaje uz more, do njih srednja kultna zona s velikim carevim mauzolejem i tri manja hrama, dok su nastambe za vojnu posadu i poslugu smještene u sjevernoj polovici palače – Dioklecijanova palača iskazuje razboritu jasnoću antičkog projektiranja.

### Panonija
Panonija je koncem prvoga stoljeća zapremala je ona istočni dio Austrije do Wienerwalda, istočnu Štajersku, Kranjsku, cijelu današnju zapadnu Mađarsku zapadno od Dunava, zatim Hrvatsku, Slavoniju, bosansku Posavinu i Mačvu do crte Čabar – Kolubara. Panonija je granicila na jugu s Dalmacijom, na zapadu s Istrom i Norikom. Na sjeveru i istoku od Beča (Vindobona) do Beograda (Singidunum) dijelio ju je Dunav od barbarskih zemalja. Na jugoistoku, na Kolubari, graničila je s Mezijom. 
Provala germanskih plemena 166. g. koja je opustošila Panoniju, bila je nagovještaj početka kraja Carstva. Pokušajem cara Dioklecijana (284. – 305.) da gospodarski i upravno reformira državu nakratko se smiruju građanski ratovi i gospodarska nestabilnost. Njegove je reforme uspješno nastavio Konstantin Veliki (306. – 337.), čiji su nasljednici Carstvo podijelili na Istočno i Zapadno, ali nisu uspjeli zaustaviti nadiranje barabarskih plemena i sveopću nestabilnost, što je dovelo i do konačne političke i vojne propasti Zapadnog Rimskog Carstva 476.
Car Trajan razdijelio je Panoniju u Gornju Panoniju (Pannonia superior) i Donju Panoniju (Pannonia inferior). Granica između jedne i druge udarala je od najsjevernije rimske postaje Castra ad Herculanum na Dunavu kod Grona na Blatno jezero (Lacus Pelso) pa dalje preko Drave kod Moslavine na istočnu obalu Vrbasa kod Rekavice. U Gornjoj Panoniji bijase glavno mjesto Carnuntum, nedaleko Beča, u Donjoj Pananiji Aquincum (O-Buda) kod Budima. Tako je ostalo do Dioklecijana, koji je Panoniju razdijelio u četiri manje pokrajine: Pannonia Prima (Savarija), Pannonia Valeria (Sopianae), Pannonia Savia (Sisak) i Pannonia Secunda (Sirmium). 
Siscia je bila rimski grad koju su Rimljani sagradili nakon osvajanja Segestice na lijevoj obali rijeke Kupe (točno ispod središta današnjeg Siska). Glavni grad Provincije Panonije Savije u kojem je živjelo 40000 stanovnika. Grad je imao forum, bazilike, hramove, carsku kovnicu novca, kazalište i dvije luke.
Dioklecijan je naime sve četiri Panonije i Dalmaciju zajedno s oba Norika (Noricum Ripense i N. Mediterraneum) sjedinio u Panonsku dijecezu, koja se kasnije prozvala Zapadni Ilirik. Prevalitanu je Dioklecijan uvrstio u mezijsku dijecezu podredivsi je opet prefekturi Ilirik, koji se kasnije prozvao Istočni Ilirik.
Panonija je bila isprepletena cestama. Ishodište je bila Akvileja, a isle su prema Zemunu (Taurunum) uz Dravu i Savu pa na Aquincum. Za nas je zanimljiva cesta, koja je vezala savsku i dravsku nizinu od Aquae Vivae (Tuhovec kod Varaždina) prema Andautoniji kod današnjega sela Šćitarjevo, jugoistočno od Zagreba. 
Andautonija je, kao savska luka i mjesto na značajnim državnim prometnim pravcima, od samog svog početka imala veliku stratešku važnost. Najbolje sačuvan i istražen dio Andautonije predstavlja gradsko kupalište. Razvijaju se veliko upravno-gospodarska središta na prostoru današnjih Vinkovaca koje napreduje do statusa kolonije – Colonia Aurelia Cibalae, dok na području Sotina (Cornacum) i Iloka (Cuccium) imamo granične utvrde s vojnom postrojbom. Cibalae su se kao civilno naselje razvile u trgovačko, obrtničko i upravno središte. Rimljani grade ceste i utvrđuju granicu na Dunavu. Uz Cibalae i vojne logore Cornacum i Cuccium ovo područje je imalo ruralna naselja i gospodarske komplekse – villae rusticae gdje se odvijao život poljodjelsko-stočarskog karaktera. stanovnici Cibala trgovali su svojim keramičarskim proizvodima, koji su rezultat razvijene keramičarske industrije, proizvodima sa seoskih gospodarstava te drvom. Mnogobrojni uvozni predmeti s istoka i zapada Carstva potvrđuju žive trgovačke kontakte. Od 3.stoljeća kada su na vlasti vojnički carevi pojavljuju se Valentinijan I. i njegov brat Valens, rođeni u Cibalama 321. i 328. godine. Valentinijan I. je osnovao dinastiju pa su Carstvom vladali njegovi sinovi Valentinijan II. (375. – 392.) i Gracijan (376. – 383.).
Romanizirano domorodačko stanovništvo, kao i ono naseljeno iz raznih krajeva Carstva, poštivalo je rimske kultove pomiješane s autohtonim vjerovanjima. Kršćanstvo je vrlo rano prihvaćeno na ovom području što potvrđuju mnogobrojni znaci kršćana na predmetima kao i postojanje biskupije u Cibalama već u 3. st. – Ecclesia Cibalitarum – na čelu s biskupom Euzebijem. Car Gracijan se kao kršćanin odrekao svoje carske svećeničke titule pontifex maximus i ustupio je papi Damasu I (366. – 384.). Konstantin Veliki i Licinije zaratili su 314. u blizini Cibala. Na mjestu keltskog naselja podižu moćnu rimsku utvrdu i grad Mursu (na mjestu današnjeg Osijeka) koji car Hadrijan 133. godine uzdiže na status rimske kolonije (Colonia Aelia Mursa). Podno zidina Murse u jednoj od najkrvavijih bitaka stoljeća rimski car Konstantin II. potukao je protucara Magna Magnencija 351. godine. Južno od Cibala Konstantin II. je imao dobro utvrđen logor.

### Histria
Već 221. god. pr. Kr. Rimljani kreću u ratni pohod protiv Histra (Prvi histarski rat). Šireći svoju vlast na istok Rimljani su, nakon zauzimanja Cisalpinske Galije i zemlje Veneta, koja je graničila s Istrom, 181. godine prije Krista izgradili tvrđavu Akvileje (Oglej) i na taj način stvorili bazu, ne samo za obranu svojih istočnih granica, već i za daljnje prodiranje na istok.
Uvidjevši opasnost za svoju zemlju, Histri su nastojali omesti gradnju Akvileje, ali u tome nisu uspjeli. Da su pravilno politički i vojnički ocijenili važnost Akvileje, kao neprijateljskog uporišta, vidjelo se kasnije, kada su gospodari Akvileje (akvilejski patrijarsi) nekoliko stoljeća (sve tamo do 16. st.) vladali dijelom Istre. U vrijeme gradnje Akvileje u Istri su već postojali gradovi, što dokazuje viši stupanj tadašnje društvene organizacije. Mnogi od tih gradova postoje još i danas i nose ista imena, samo modificirana prema jezičnim zakonima kasnijih stanovnika, najprije Romana, a zatim Slavena. Današnji je Plomin stara istarska Plomona (lat. Flanona, tal. Fianona), Labin je Albona, Pola – Pula, Tergeste – Trst, Tarsatica – Trsat, a prijestolnica Histra Nesactium su Vizače.
Rat protiv Histra g. 178. pr. Kr. – 177. pr. Kr. vodio se u dvije etape. Nakon početnog neuspjeha g. 178. Rim je izvršio opsežnije pripreme i u proljeće 177. godine pr. Kr. njegova vojska počinje osvajati jednu za drugom utvrde u Istri. Do odlučne bitke došlo je kod utvrđenog gradinskog naselja Nesactiuma (Nezakcij), gdje se pred Rimljanima sklonio posljednji ilirski kralj Epulon s mnoštvom naroda. Povjesničar Livije navodi da je obrana popustila tek kad su Rimljani spriječili dopremu vode. Rimljani su tada zauzeli Nesactium, potpuno ga porušili, a Epulon i njegovi vojskovođe izvršili samoubojstvo. Od tada u Istri započinje razdoblje rimske prevlasti. Rimljani su vrlo uspješno proveli kolonizaciju Istre. Unatoč i dalje jakom otporu Histra, te ustanku iz 129. pr. Kr., rimski su osvajači potpuno pokorili ilirske starosjedioce. Rimljani nastavljaju s osvajanjima prema istoku – 50. godine pr. Kr. pokoreni su Liburni. Pod rimsku je vlast tako došla čitava današnja Istra. Znatan ja dio stanovništva raseljen, a u Istru doselilo oko 15.000 Latina iz Italije.
Od spomenutih gradova ranorimske faze najviše je spomenika klasičnog razdoblja rimskog graditeljstva cjelovito sačuvano u Puli – osnovanoj u 1. stoljeću u spomen Cezaru (Colonia Pietas Iulia Pola). Najvrijedniji je i najpoznatiji spomenik tog vremena Arena. Taj amfiteatar, namijenjen borbi ljudi i životinja, izgrađen u doba vladavine cara Vespazijana, u 1. st. poslije Krista. Eliptičnog je oblika, veličine oko 130 x 105 m, visine 32 m, što ga svrstava na šesto mjesto po veličini među svjetskim amfiteatrima. Arena je svojedobno mogla prihvatiti 23.000 gledatelja. Ističu se i dugi potezi gradskih zidina, dvoja gradska vrata i slavoluk, dva hrama na glavnom trgu (forumu) i ostaci dvaju teatara, uz brojne ostatke stambenih građevina, arhitektonskih fragmenata, podnih mozaika, skulptura i dr. Slavoluk je postavljen oko 30. godine u spomen trojice uglednika iz roda Sergijevaca.
Prvi rimski car Oktavijan August, na prijelazu milenija pomaknuo je granicu Rimskog Carstva s rijeke Rižane na rijeku Rašu. Na taj je način pripojio veći dio istarskog poluotoka sjevernoitalskoj pokrajini Veneciji pod nazivom – Venetia et Histria. Taj je teritorij sačinjavao italsku regiju. Istočna je Istra, tj. Liburnija, ostala u sastavu rimske provincije Dalmacije.
Poslije prve kolonizacije i romanizacije, kada je staro autohtono stanovništvo bježalo s južne i zapadne obale i sklanjalo se u brdovit i šumovit središnji dio Istre, nastaje razdoblje seljenja u obrnutom smjeru – iz unutrašnjosti k obali. Sada se već dobrim dijelom romanizirano stanovništvo ponovno vraća u južni i zapadni dio poluotoka, gdje je plodnija zemlja i gdje se razvijaju gradovi.
Propašću Zapadnoga Rimskoga Carstva, 476. godine, Istrom su najprije zavladali Goti (476. – 539.), a potom Bizant. U Istri će bizantska vlast potrajati sve do 788. godine.